# Синюха (приток Южного Буга)
Синю́ха (Синие воды, укр. Синю́ха) — река на юге Украины, левый приток реки Южный Буг; впадает в Южный Буг в городе Первомайск Николаевской области. Образуется слиянием рек Тикич (Гнилой Тикич и Горный Тикич) и Большая Высь.

## Описание
Протекает по Приднепровской возвышенности в Голованевском районе Кировоградской области и Первомайском районе Николаевской области Украины. Склоны расчленены оврагами, характерные выходы скальных пород; ширина до 600 м, глубина до 60 м. Русло извилистое на отдельных участках.
Первоначальное название река получила от синего цвета пресной воды, что было особо заметно на границе лесостепи и степи.
- Длина — 111 км
- Бассейн — 16725 км²

Ширина русла:
- в верхнем течении — 45-50 м
- в нижнем течении — до 90 м

Минерализация воды р. Синюха составляет: весеннее половодье — 697 мг/дм³; летне-осенняя межень — 708 мг/дм³; зимняя межень — 824 мг/дм³..